# Argumentum ad antiquitatem
Argumentum ad antiquitatem (expressão latina para argumento da antiguidade),  também chamada de apelo à tradição, é uma falácia que consiste em dar autoridade a algo em função de sua antiguidade, ou ainda afirmar que algo é verdadeiro ou bom porque é antigo ou "sempre foi assim".

## Estrutura lógica
- A é antigo
- B é novo
- Logo, A deve ser superior a B

## Exemplos
- Os aparelhos eletrônicos antigamente duravam mais, hoje, todos são descartáveis.
- Os povos antigos usavam essa planta para curar a cefaleia, então ela deve ter algum efeito.
- Este livro é muito antigo, tudo o que está nele deve ser verdade.